# Cladosporium heterophragmatis
Cladosporium heterophragmatis är en svampart som beskrevs av S.A. Khan & M. Kamal 1962. Cladosporium heterophragmatis ingår i släktet Cladosporium och familjen Davidiellaceae.   Inga underarter finns listade i Catalogue of Life.